# 판테라
판테라(Pantera)는 텍사스주 알링턴 출신의 대표적인 그루브 헤비 메탈 밴드였다. 1983년에 음반 Metal Magic으로 데뷔하였다. 밴드는 드러머인 비니 폴 애벗과 기타리스트인 대럴 랜스 애벗 형제에 의해 1981년 결성되었다. 베이시스트 렉스 브라운은 그보다 늦게 1982년에 합류했고, 밴드의 첫 보컬인 테리 글레이즈는 1981년에 가입했다. 그러나 보컬 테리 글레이즈는 1987년 필립 안젤모로 교체된다.
판테라는 전 세계적으로 2000만 장가량 음반을 판매했다. 글램 메탈로부터 시작하여 판테라는 1990년에 메이저 데뷔작인 Cowboys From Hell을 발표한 이후부터 그루브 메탈적인 면모를 보여주기 시작했다. 1992년에 발매된 그들의 여섯 번째 음반 Vulgar Display of Power는 전작보다 훨씬 강력한 사운드를 보여주었고 1994년작 Far Beyond Driven은 빌보드 200 차트에서 1위에 이름을 올렸다.

## 멤버
- 다임백 대럴(Dimebag Darrell) - 기타, 백 보컬 (1981~2003)
- 비니 폴(Vinnie Paul) - 드럼 (1981~2003)
- 렉스 브라운(Rex Brown) - 베이스 기타, 백 보컬 (1982~2003)
- 필립 안젤모(Phil Anselmo) - 리드 보컬 (1987~2003)

### 이전 멤버
- 테리 글레이즈(Terry Glaze) - 리듬 기타 (1981~1982), 리드 보컬 (1982~1986)
- 토미 브래드포드(Tommy Bradford) - 베이스 (1981~1982)
- 도니 하트(Donnie Hart) - 리드 보컬 (1981~1982)
- 맷 르아무르(Matt L'Amour) - 리드 보컬 (1986)
- 데이비드 피콕(David Peacock) - 리드 보컬 (1986)
- 릭 미샤신(Rick Mythiasin) - 리드 보컬 (1986)

## 음반 목록

### 정규 음반
- Metal Magic (1983)
- Projects in the Jungle (1984)
- I Am the Night (1985)
- Power Metal (1988)
- Cowboys from Hell (1990)
- Vulgar Display of Power (1992)
- Far Beyond Driven (1994)
- The Great Southern Trendkill (1996)
- Reinventing the Steel (2000)

### 라이브 음반
- Official Live: 101 Proof (1997)